# In Purgatory's Shadow
"In Purgatory's Shadow" és el catorzè episodi de la cinquena temporada de la sèrie de televisió de ciència-ficció estatunidenca Star Trek: Deep Space Nine, el 112è de tota la sèrie. Originalment es van emetre en redifusió a partir del 10 de febrer de 1997. L'episodi va ser dirigit per Gabrielle Beaumont i el guió fou escrit per Ira Steven Behr i Robert Hewitt Wolfe. Va obtenir una puntuació Nielsen de 6.7 punts. És la primera meitat d'un episodi de dues parts, i la segona meitat, "By Inferno's Light", fou emès per primera vegada una setmana després.
Ambientada al segle XXIV, la sèrie segueix les aventures a Espai Profund 9, una estació espacial situada prop d'un forat de cuc estable entre els Quadrants Alfa i Gamma de la Via Làctia, prop del planeta Bajor, mentre els bajorans es recuperen d'una brutal ocupació de dècades pels imperialistes cardassians. El Quadrant Gamma acull un imperi hostil conegut com el Domini, governat pels Fundadors que canvien de forma. A les temporades mitjanes de la sèrie, la Federació està amenaçada tant per l'Imperi Klíngon com pel Domini. En aquest episodi comença la invasió del Domini del quadrant Alfa, un arc argumental que continua fins a l'episodi final de la sèrie. Presenta el retorn de diversos personatges, basant-se en trames establertes prèviament a la tercera, quarta i cinquena temporades.
Aquest episodi està dedicat "En memòria de Derek Garth", un grip per a la sèrie que va morir en un accident automobilístic al desembre, vuit setmanes abans que l'episodi s'emetés.

## Argument
Quan Espai Profund 9 rep un misteriós missatge codificat de l'interior del Quadrant Gamma que sembla ser cardassià, es demana a l'espia cardassià exiliat Garak que l'analitzi. Els diu a tothom que el missatge era un informe inofensiu de fa anys, però el Dr. Bashir veu a través de la seva mentida i l'enxampa intentant escapolir-se en una nau. Revela que el missatge és una senyal de socors del seu mentor Enabran Tain, que es creia que havia mort en un atac cardassià desafortunat contra el Domini dos anys abans. Garak convenç el capità Sisko perquè li permeti viatjar al Quadrant Gamma, acompanyat pel tinent comandant Worf, per buscar Tain i altres possibles supervivents dels atacs del Domini.
Poc després d'entrar a l'espai del Domini, els seus esforços per evitar ser detectats passant per una nebulosa porten Garak i Worf a trobar-se amb una flota del Domini amagada dins de la nebulosa; Worf s'adona que la flota s'ha de reunir per envair el Quadrant Alfa. Envia un missatge d'advertència a DS9 just abans que els soldats Jem'Hadar els facin presoners a ell i a Garak. De tornada a DS9, la tripulació rep el missatge de Worf i s'adona que el Domini està arribant. Amb reforços com a mínim a dos dies vista i només l'oficial cardassià deshonrat Dukat (a l'estació a causa d'un enfrontament amb un creuer de batalla klíngon) disponible per ajudar, Sisko només veu una opció: segellar el forat de cuc, que atraparà Worf i Garak a l'altre costat si no poden tornar abans que s'acabi l'operació.
Worf i Garak són portats a un centre de detenció del Domini. Tain és allà, al seu llit de mort; en comptes d'agrair a Garak per haver vingut, Tain el renya per deixar-se fer presoner. Entre els companys de presoner també hi ha el general klíngon Martok, i, per sorpresa de Garak i Worf, el Dr. Julian Bashir, el que significa que el Bashir de DS9 és un impostor canviant.
Com a última petició, Tain fa prometre a Garak que escaparà. Desesperat per una paraula amable del seu mentor abans que el vell mori, Garak fa una petició a canvi: que Tain el reconegui com el seu fill. Tain ho fa, i pare i fill comparteixen un record abans que Tain mori en pau. Un cop acabada la seva missió, Garak està preparat per trobar una sortida.
A Espai Profund 9, la tripulació dispara un raig de partícules al forat de cuc, amb la intenció de tancar-lo. Tanmateix, el raig falla perquè la matriu d'emissors ha estat sabotejada i el forat de cuc roman obert, permetent que una flota de naus de guerra del Domini comenci a entrar-hi.

## Actors convidats
- Andrew J. Robinson - Garak
- Marc Alaimo - Gul Dukat
- Melanie Smith - Ziyal
- J. G. Hertzler - Martok
- Paul Dooley - Enabran Tain
- James Horan - Ikat'ika

## Recepció
Zach Handlen de The A.V. Club va dir que aquest era un bon final en suspens, però que "és difícil dir realment com encaixa tot això abans que arribem a la segona meitat de la setmana vinent". Va trobar que algunes de les escenes de preparació i de personatges eren llargues i una mica frustrants a vegades, però va apreciar com l'episodi va posar les coses en un punt de mira més clar.
El 2015, Geek.com va recomanar aquest episodi com a "visualització essencial" per a la seva guia abreujada de marató de sèries de Star Trek: Deep Space Nine.
El 2018, CBR va classificar "In Purgatory's Shadow" juntament amb "By Inferno's Light" com el 9è millor arc argumental multiepisodi de tot Star Trek. Nerdist a incloure aquest episodi a la seva guia de marató de sèries per a la saga Guerra del Domini d'aquesta sèrie.
El 2020, Doux Reviews va dir que "In Purgatory's Shadow" era "un dels episodis més ben escrits de Deep Space Nine" i que tenia un gran final de deixada en suspens.
El 2020, The Digital Fix va classificar "In Purgatory's Shadow" i "By Inferno's Light" com el quart millor episodi de Deep Space Nine. Anomenen els episodis una "èpica en dues parts" que va portar la "narrativa de llarga durada" de la sèrie a un altre nivell i va elogiar les diverses trames i revelacions.

## Continuïtat
El 2019, Nerdist va recomanar començar amb aquest episodi com a part d'un arc argumental que cobreix l'inici de la Guerra del Domini. Van anomenar una selecció d'episodis que conclouen amb "Sacrifice of Angels", el sisè episodi de la sisena temporada.
Els episodis que van recomanar per a aquest arc argumental foren:
- "In Purgatory's Shadow"
- "By Inferno's Light"
- "Call to Arms"
- "A Time to Stand"
- "Rocks and Shoals"
- "Sons and Daughters"
- "Behind the Lines"
- "Favor the Bold"
- "Sacrifice of Angels"